# Crista sacralis lateralis
A foramina sacralia posteriora külső oldalán található egy sor dudor amik kialakítják a keresztcsonti processus transversus vertebrae-ákat és kialakítja a crista sacralis lateralis-t (ez egy taraj).